# Vicious Rumors
Vicious Rumors – amerykański zespół muzyczny założony w 1979 roku w Santa Rosa przez gitarzystę Geoffa Thorpe. Styl prezentowany przez grupę, to mieszanka heavy i power metalu. W latach 90. (na albumach Something Burning i Cyberchrist) Vicious Rumors zmienił stylistykę na bliższą groove metalowi, aby w nowym tysiącleciu powrócić do bardziej klasycznego metalu.

## Muzycy

### Obecny skład
- Geoff Thorpe - gitara (od 1979)
- Bob Capka- gitara (od 2012)
- Tilen Hudrap - gitara basowa (od 2013)
- Larry Howe - perkusja (1986-1999, od 2005)
- Nick Holleman - śpiew (od 2013)

## Dyskografia

### Albumy studyjne
- 1986 Soldiers of the Night
- 1988 Digital Dictator
- 1990 Vicious Rumors
- 1991 Welcome to the Ball
- 1994 Word of Mouth
- 1996 Something Burning
- 1998 Cyberchrist
- 2001 Sadistic Symphony
- 2006 Warball
- 2011 - Razorback Killers

### Minialbumy
- 1994 The Voice
- 2004 Inmortal

### Dema
- 1983 1983 demo
- 1983 Demo 2

### Albumy "live"
- 1992 Plug In and Hang On - Live in Tokyo
- 1995 A Tribute to Carl Albert

### Wydawnictwa wideo
- 1996 The First Ten Years (VHS)
- 2005 Crushing the World (DVD)